# Eois pallicinctaria
Eois pallicinctaria là một loài bướm đêm trong họ Geometridae.